# Old Mother Riley Detective
Old Mother Riley Detective é um filme de comédia produzido no Reino Unido, dirigido por Lance Comfort e lançado em 1943.